# 养正站
養正站（：／ Yangjeong yeok */?）是京義·中央線沿線的一座高架車站，位於韓國京畿道南楊州市養正洞。韓國鐵道物流情報系統將之登錄為「1養正」。

## 車站結構
站體為2面2線曲線式設計側式月台的高架車站，中間兩條軌道為急行列車通過線，候車月台設有月台幕門，並有2處出口。

### 月台配置
| ↑ 陶農 |
| \| １  |
| 德沼 ↓ |

| 月台 | 路線                   | 目的地               |
| ---- | ---------------------- | -------------------- |
| 1    | ●首都圈電鐵京義·中央線 | 德沼、菊秀、龍門方向 |
| 2    | ●首都圈電鐵京義·中央線 | 回基、龍山、文山方向 |

## 历史
- 2005年12月16日：开始使用。

## 相鄰車站
韓國鐵道公社
●首都圈電鐵京義·中央線
中央線緩行
陶農（K124）－養正（K125）－德沼（K126）